# Étang-sur-Arroux
Étang-sur-Arroux ist eine französische Gemeinde mit 1.788 Einwohnern (Stand: 1. Januar 2022) im Département Saône-et-Loire in der Region Bourgogne-Franche-Comté. Die Gemeinde gehört zum Arrondissement Autun und zum Kanton Autun-2 (bis 2015: Kanton Saint-Léger-sous-Beuvray).

## Geographie
Étang-sur-Arroux liegt im Regionalen Naturpark Morvan am Fluss Arroux, in den hier von rechts die Braconne und von linke der Mesvrin einmünden. Umgeben wird Étang-sur-Arroux von den Nachbargemeinden Laizy im Norden, Mesvres im Osten, La Chapelle-sous-Uchon im Südosten, La Tagnière im Süden und Südosten, Saint-Nizier-sur-Arroux im Süden und Südwesten, Saint-Didier-sur-Arroux im Südwesten sowie La Comelle im Westen.

## Bevölkerungsentwicklung
| 1962                       | 1968 | 1975 | 1982 | 1990 | 1999 | 2006 | 2012 | 2019 |
| -------------------------- | ---- | ---- | ---- | ---- | ---- | ---- | ---- | ---- |
| 1587                       | 1524 | 1567 | 1760 | 1835 | 1836 | 1927 | 1936 | 1811 |
| Quellen: Cassini und INSEE |      |      |      |      |      |      |      |      |

## Verkehr
Durch die Gemeinde führt die frühere Route nationale 494 (heutige D994).
Der Bahnhof von Étang-sur-Arroux liegt an der Bahnstrecke Nevers–Chagny und wird im Regionalverkehr durch TER-Züge bedient. Östlich des Bahnhofs zweigt die ehemalige, inzwischen teilweise entwidmete Bahnstrecke Étang–Santenay ab.

## Sehenswürdigkeiten
- Kirche Saint-Pierre aus dem 11. Jahrhundert
- Brücke
- Schloss La Perrière
- Haus Le Passeur

## Städtepartnerschaften
Mit der deutschen Stadt Edenkoben wird eine Städtepartnerschaft unterhalten.